# 天皇杯 JFA 第101回全日本サッカー選手権大会
天皇杯 JFA 第101回全日本サッカー選手権大会（てんのうはい JFA だい101かい ぜんにほんサッカーせんしゅけんたいかい、英: Emperor's Cup JFA 101st Japan Football Championship）は、2021年（令和3年）5月22日から12月19日まで開催されていた天皇杯 JFA 全日本サッカー選手権大会。

## 概要
2020年12月10日に行われた日本サッカー協会（JFA) の第14回理事会において、競技会形式・日程が報告・承認された。2021年は前年のJリーグが新型コロナウィルス (COVID-19) 感染拡大の影響からJ1→J2及びJ2→J3の降格措置が行われなかったことを踏まえ、J1・J2の全チームにシード権を与えた結果、本大会の出場チーム数は史上最多の90チーム（J1・20チーム、J2・22チーム、アマチュアシード、47都道府県代表）となった。

## 日程
準々決勝までは2020年12月10日に報告・承認された日程に基づく。1回戦は土日に、2回戦から準々決勝までは全て水曜日開催となる。前々回大会と同じ5月開幕となるが、準決勝以降は国際大会の日程確定後に改めて発表するとしている。また、準決勝および決勝ではビデオアシスタントレフェリー（VAR）を採用する。
準決勝と決勝については2021年9月9日に公表された日程に基づく。来季に向けたオフの確保や2022 FIFAワールドカップ・アジア3次予選の日程を考慮した上で、FIFAクラブワールドカップ2021の日本開催が返上され余裕の生じた日程を利用したもので、天皇杯決勝が12月開催になるのは、翌年の元日決勝が定着した第48回（1968年度）以降3年ぶり3回目。
| 試合     | 開催日          | 予備日   | 参加チーム数変動   | 備考                                                                             |
| -------- | --------------- | -------- | ------------------ | -------------------------------------------------------------------------------- |
| 1回戦    | 05月22日 ・23日 | 05月24日 | 52 (4+1+47) → 26   | J2下位4チーム（愛媛・山口・秋田・相模原）、 アマチュアシード、都道府県代表の参加 |
| 2回戦    | 06月09日        | 06月16日 | 64 (26+20+18) → 32 | J1全チーム・J2上位18チームの参加                                                 |
| 3回戦    | 07月07日        | 07月14日 | 32 → 16            |                                                                                  |
| 4回戦    | 08月18日        | 10月13日 | 16 → 8             |                                                                                  |
| 準々決勝 | 10月27日        | 11月17日 | 8 → 4              |                                                                                  |
| 準決勝   | 12月12日        |          | 4 → 2              |                                                                                  |
| 決勝     | 12月19日        |          | 2 → 1              |                                                                                  |

## 出場チーム
以下の「出場回数」についてはJFAの公式記録に基づくが、基本的には「前身となるチーム（クラブ化前の実業団チーム、など）からの通算回数」としている。ただし、一部に例外もある。

### J1リーグ
2021年のJ1リーグ所属の全20チーム。
| チーム                 | 出場回数       |
| ---------------------- | -------------- |
| 北海道コンサドーレ札幌 | 2年ぶり40回目  |
| ベガルタ仙台           | 2年ぶり27回目  |
| 鹿島アントラーズ       | 2年ぶり37回目  |
| 柏レイソル             | 2年ぶり53回目  |
| 浦和レッズ             | 2年ぶり56回目  |
| FC東京                 | 2年ぶり27回目  |
| 川崎フロンターレ       | 27年連続38回目 |
| 横浜F・マリノス        | 2年ぶり43回目  |
| 横浜FC                 | 2年ぶり22回目  |
| 湘南ベルマーレ         | 2年ぶり49回目  |

| チーム             | 出場回数       |
| ------------------ | -------------- |
| 清水エスパルス     | 2年ぶり29回目  |
| 名古屋グランパス   | 2年ぶり44回目  |
| ガンバ大阪         | 41年連続41回目 |
| セレッソ大阪       | 2年ぶり52回目  |
| ヴィッセル神戸     | 2年ぶり34回目  |
| サンフレッチェ広島 | 2年ぶり69回目  |
| 徳島ヴォルティス   | 30年連続33回目 |
| アビスパ福岡       | 2年ぶり29回目  |
| サガン鳥栖         | 2年ぶり29回目  |
| 大分トリニータ     | 2年ぶり25回目  |

### J2リーグ
2021年のJ2リーグ所属の全22チーム。†のついたチーム（前年J2下位2チーム+前年J3上位2チーム）は1回戦からの出場。
| チーム                 | 出場回数       |
| ---------------------- | -------------- |
| ブラウブリッツ秋田†    | 20年連続28回目 |
| モンテディオ山形       | 2年ぶり29回目  |
| 水戸ホーリーホック     | 2年ぶり25回目  |
| 栃木SC                 | 2年ぶり21回目  |
| ザスパクサツ群馬       | 2年ぶり18回目  |
| 大宮アルディージャ     | 2年ぶり26回目  |
| ジェフユナイテッド千葉 | 2年ぶり56回目  |
| 東京ヴェルディ         | 2年ぶり46回目  |
| FC町田ゼルビア         | 2年ぶり09回目  |
| SC相模原†              | 初出場         |
| ヴァンフォーレ甲府     | 2年ぶり29回目  |

| チーム             | 出場回数      |
| ------------------ | ------------- |
| 松本山雅FC         | 2年ぶり15回目 |
| アルビレックス新潟 | 2年ぶり29回目 |
| ツエーゲン金沢     | 2年ぶり17回目 |
| ジュビロ磐田       | 2年ぶり44回目 |
| 京都サンガF.C.     | 2年ぶり38回目 |
| ファジアーノ岡山   | 2年ぶり13回目 |
| レノファ山口FC†    | 2年ぶり17回目 |
| 愛媛FC†            | 2年ぶり22回目 |
| ギラヴァンツ北九州 | 2年ぶり12回目 |
| V・ファーレン長崎  | 2年ぶり14回目 |
| FC琉球             | 2年ぶり14回目 |

### アマチュアシードチーム
日本フットボールリーグ（JFL）から選出された1チーム（第22回日本フットボールリーグ優勝）。
| チーム         | 所属リーグ | 出場回数      |
| -------------- | ---------- | ------------- |
| ヴェルスパ大分 | JFL        | 5年連続11回目 |

### 都道府県代表
2021年5月9日までに全都道府県代表が決定。
| 都道府県 | チーム                 | 所属リーグ  | 出場回数       | 備考               |
| -------- | ---------------------- | ----------- | -------------- | ------------------ |
| 北海道   | 北海道十勝スカイアース | 北海道      | 初出場         |                    |
| 青森県   | ヴァンラーレ八戸       | J3          | 02年ぶり09回目 |                    |
| 岩手県   | いわてグルージャ盛岡   | J3          | 02年ぶり14回目 |                    |
| 宮城県   | ソニー仙台FC           | JFL         | 02年連続22回目 |                    |
| 秋田県   | 猿田興業               | 東北1部     | 02年連続02回目 |                    |
| 山形県   | 大山サッカークラブ     | 東北2部南   | 02年連続02回目 |                    |
| 福島県   | いわきFC               | JFL         | 05年連続05回目 |                    |
| 茨城県   | 流通経済大学           | 関東大学1部 | 02年ぶり11回目 |                    |
| 栃木県   | 栃木シティFC           | 関東1部     | 03年連続12回目 |                    |
| 群馬県   | tonan前橋              | 関東2部     | 02年連続06回目 |                    |
| 埼玉県   | アヴェントゥーラ川口   | 関東2部     | 初出場         |                    |
| 千葉県   | 順天堂大学             | 関東大学1部 | 06年ぶり16回目 |                    |
| 東京都   | 駒澤大学               | 関東大学1部 | 03年ぶり14回目 |                    |
| 神奈川県 | Y.S.C.C.横浜           | J3          | 03年ぶり09回目 |                    |
| 山梨県   | 韮崎アストロス         | 山梨県1部   | 03年ぶり16回目 | 県予選決勝没収試合 |
| 長野県   | AC長野パルセイロ       | J3          | 02年ぶり10回目 |                    |
| 新潟県   | 新潟医療福祉大学FC     | 北信越1部   | 初出場         |                    |
| 富山県   | カターレ富山           | J3          | 02年ぶり12回目 |                    |
| 石川県   | FC北陸                 | 北信越1部   | 初出場         |                    |
| 福井県   | 福井ユナイテッドFC     | 北信越1部   | 10年連続13回目 |                    |
| 静岡県   | Honda FC               | JFL         | 06年連続41回目 |                    |
| 愛知県   | FC刈谷                 | JFL         | 02年ぶり16回目 |                    |
| 三重県   | 鈴鹿ポイントゲッターズ | JFL         | 02年連続07回目 |                    |
| 岐阜県   | FC岐阜                 | J3          | 02年ぶり15回目 |                    |
| 滋賀県   | びわこ成蹊スポーツ大学 | 関西学生1部 | 04年ぶり06回目 |                    |
| 京都府   | おこしやす京都AC       | 関西1部     | 02年連続05回目 |                    |
| 大阪府   | F.C.大阪               | JFL         | 02年ぶり06回目 |                    |
| 兵庫県   | 関西学院大学           | 関西学生1部 | 02年ぶり28回目 |                    |
| 奈良県   | ポルベニル飛鳥         | 関西1部     | 初出場         |                    |
| 和歌山県 | アルテリーヴォ和歌山   | 関西1部     | 13年連続13回目 |                    |
| 鳥取県   | ガイナーレ鳥取         | J3          | 02年ぶり23回目 | 県予選中止         |
| 島根県   | 松江シティFC           | JFL         | 07年連続08回目 |                    |
| 岡山県   | 三菱自動車水島FC       | 中国        | 02年連続14回目 |                    |
| 広島県   | 福山シティFC           | 広島県1部   | 02年連続02回目 |                    |
| 山口県   | FCバレイン下関         | 中国        | 02年連続02回目 |                    |
| 香川県   | カマタマーレ讃岐       | J3          | 02年ぶり22回目 |                    |
| 徳島県   | FC徳島                 | 四国        | 06年連続06回目 |                    |
| 愛媛県   | FC今治                 | J3          | 03年ぶり11回目 |                    |
| 高知県   | 高知ユナイテッドSC     | JFL         | 06年連続06回目 |                    |
| 福岡県   | 福岡大学               | 九州大学1部 | 02年連続34回目 |                    |
| 佐賀県   | 川副クラブ             | 九州        | 23年ぶり03回目 |                    |
| 長崎県   | MD長崎                 | 長崎県1部   | 03年連続05回目 |                    |
| 熊本県   | ロアッソ熊本           | J3          | 02年ぶり21回目 | 県予選中止         |
| 大分県   | 日本文理大学           | 九州大学1部 | 12年ぶり06回目 |                    |
| 宮崎県   | ホンダロックSC         | JFL         | 02年ぶり14回目 |                    |
| 鹿児島県 | 鹿児島ユナイテッドFC   | J3          | 02年ぶり07回目 |                    |
| 沖縄県   | 沖縄SV                 | 九州        | 03年連続03回目 |                    |

出場回数等に関する備考
1. ↑  日産自動車サッカー部→横浜マリノスからの出場回数を含む。なお、横浜フリューゲルスの出場回数（13回）は含まない。
2. ↑  鳥栖フューチャーズの出場回数（5回）を含む（なお、鳥栖と鳥栖Fには組織としての連続性はない。当該項参照）。
3. ↑  前身の三菱化成黒崎サッカー部の出場回数 (4回)を含まない。
4. ↑  前身である国見FCの出場回数（1回）は含まない。
5. ↑  前身の北陸電力/アローズ北陸 (10回出場)およびYKK APサッカー部 (11回出場)の出場回数は含まない。
6. ↑  前身のゴールズFC（「松任FC」として1回出場）の出場回数は含まない。
7. ↑  承継元のサウルコス福井 (10回出場)での出場回数を含む。
8. ↑  関学クラブ (10回出場)および全関学 (4回出場)の出場回数は含まない。
9. ↑  前身のアイゴッソ高知 (「南国高知FC」として3回出場)の出場回数は含まない。
10. ↑  NTT熊本およびアルエット熊本の出場回数（5回）を含む（なお、ロアッソ熊本（および旧チーム名のロッソ熊本）とNTT熊本およびアルエット熊本には組織としての連続性はない。当該項参照）。
11. ↑  前身のヴォルカ鹿児島（6回）およびFC KAGOSHIMA（1回、別に前身の鹿屋体育大学クラブで1回出場）の出場回数は含まない。

## 試合結果

### 1回戦
3回戦までの対戦カードは2021年4月2日に発表された。
| No.1 2021年5月22日 | AC長野パルセイロ                             | 3 - 1 (延長)   | 新潟医療福祉大学FC | 長野市                                             |  |
| 13:00              | 宮阪政樹 73分 · 水谷拓磨 99分 · 佐野翼 116分 | 公式記録 (PDF) | 丸山楽人 90分      | 競技場: 長野Uスタジアム 観客数: 870人 主審: 手塚優 |  |

| No.2 2021年5月23日 | 福山シティFC                  | 2 - 1          | 松江シティFC  | 広島市                                                  |  |
| 13:00              | 高橋大樹 59分 · 田口駿 90+4分 | 公式記録 (PDF) | 堀田佳佑 83分 | 競技場: 広島広域公園第一球技場 観客数: 0人 主審: 堀格郎 |  |

| No.3 2021年5月23日 | いわてグルージャ盛岡 | 13 - 0         | 大山サッカークラブ | 盛岡市                                                  |  |
| 13:00              | 嫁阪翔太 14分 · 韓勇太 20分 · ビスマルク 34分 · オタボー 36分, 68分 · 田平起也 40分 · ブレンネル 41分, 84分 · 武田拓真 59分 · 山川廉 70分, 90+2分 · 栗島健太 85分 · 色摩雄貴 90分 | 公式記録 (PDF) |                    | 競技場: いわぎんスタジアム 観客数: 220人 主審: 梅田智起 |  |

| No.4 2021年5月22日                         | アルテリーヴォ和歌山                          | 3 - 3 (延長) (4 - 5 PK戦)                      | おこしやす京都AC                              | 和歌山市                                                |  |
| 13:00                                      | 奥津大和 31分 · 久保賢悟 55分 · 中西倫也 73分 | 公式記録 (PDF)                                 | 榎本滉大 15分 · 稲垣雄太 20分 · 平石直人 86分 | 競技場: 紀三井寺陸上競技場 観客数: 318人 主審: 村田裕紀 |  |
|                                            |                                               | PK戦                                           |                                               |                                                         |  |
| 宇都木峻 篠原和希 大北啓介 髙瀨龍舞 白明哲 |                                               | 榎本滉大 平石直人 清水良平 小久保裕也 守屋鷹人 |                                               |                                                         |  |

| No.5 2021年5月22日                  | レノファ山口FC | 1 - 1 (延長) (2 - 4 PK戦)         | ヴェルスパ大分 | 山口市                                                        |  |
| 15:00                               | 梅木翼 38分    | 公式記録 (PDF)                    | 中野匠 30分    | 競技場: 維新みらいふスタジアム 観客数: 1,584人 主審: 酒井達矢 |  |
|                                     |                | PK戦                              |                |                                                               |  |
| 池上丈二 佐藤健太郎 小松蓮 澤井直人 |                | 前田央樹 高橋宏季 村田勉 中村真人 |                |                                                               |  |

| No.6 2021年5月22日 | FC岐阜 | 0 - 2          | Honda FC                        | 岐阜市                                              |  |
| 13:00              |        | 公式記録 (PDF) | 八戸雄太 66分 · 児玉怜音 90+1分 | 競技場: 長良川球技メドウ 観客数: 0人 主審: 國吉真吾 |  |

| No.7 2021年5月23日                                                             | ブラウブリッツ秋田 | 1 - 1 (延長) (8 - 9 PK戦)                                                        | 北海道十勝スカイアース | 秋田市                                                |  |
| 13:00                                                                          | 井上直輝 61分      | 公式記録 (PDF)                                                                   | 縄靖也 36分            | 競技場: ソユースタジアム 観客数: 534人 主審: 野堀桂佑 |  |
|                                                                                |                    | PK戦                                                                             |                        |                                                       |  |
| 三上陽輔 山田尚幸 普光院誠 武颯 吉田伊吹 青島拓馬 饗庭瑞生 鈴木準弥 飯尾竜太朗 |                    | 山下亮介 田中正也 永坂勇人 喜澤隆太 縄靖也 渡辺滉大 高木俊輝 佐藤瑠己安 川元雄太 |                        |                                                       |  |

| No.8 2021年5月23日 | ガイナーレ鳥取                                      | 4 - 1          | FC徳島        | 鳥取市                                                |  |
| 13:00              | 新井泰貴 43分 · 大久保優 68分, 81分 · 可児壮隆 77分 | 公式記録 (PDF) | 藤山雄生 90分 | 競技場: Axisバードスタジアム 観客数: 0人 主審: 谷弘樹 |  |

| No.9 2021年5月22日 | ロアッソ熊本                              | 3 - 0          | 日本文理大学 | 熊本市                                                  |  |
| 11:00              | 河原創 32分 · 伊東俊 70分 · 岩下航 90+2分 | 公式記録 (PDF) |              | 競技場: えがお健康スタジアム 観客数: 0人 主審: 松尾明徳 |  |

| No.10 2021年5月23日 | 鹿児島ユナイテッドFC                                        | 4 - 0          | MD長崎 | 南さつま市                                            |  |
| 13:00               | 山本駿亮 40分 · 米澤令衣 79分 · 石津快 83分 · 山谷侑士 88分 | 公式記録 (PDF) |        | 競技場: OSAKO YUYA stadium 観客数: 0人 主審: 宮原一也 |  |

| No.11 2021年5月22日 | 流通経済大学                  | 2 - 3          | Y.S.C.C.横浜                                  | ひたちなか市                                                            |  |
| 13:00               | 安居海渡 22分 · 家泉怜依 32分 | 公式記録 (PDF) | 土館賢人 25分, 46分 · ンドカ・チャールス 80分 | 競技場: ひたちなか市総合運動公園陸上競技場 観客数: 335人 主審: 安川公規 |  |

| No.12 2021年5月22日                         | いわきFC                     | 2 - 2 (延長) (2 - 4 PK戦)       | ソニー仙台FC                   | いわき市                                                                    |  |
| 13:00                                       | 日高大 85分 · 谷村海那 115分 | 公式記録 (PDF)                  | 平田健人 90+3分 · 佐藤碧 101分 | 競技場: 21世紀の森公園いわきグリーンフィールド 観客数: 708人 主審: 佐藤誠和 |  |
|                                             |                              | PK戦                            |                                |                                                                             |  |
| 坂田大樹 バスケス・バイロン 日高大 嵯峨理久 |                              | 石上輝 佐藤碧 藤原元輝 荻原健太 |                                |                                                                             |  |

| No.13 2021年5月23日 | 福岡大学      | 1 - 3 (延長)   | 沖縄SV                                             | 福岡市                                                      |  |
| 13:00               | 北條真汰 15分 | 公式記録 (PDF) | 東海林佑飛 47分 · 杉山颯汰 92分 · 赤木直人 105+1分 | 競技場: ベスト電器スタジアム 観客数: 282人 主審: 佐々木慎哉 |  |

| No.14 2021年5月23日 | びわこ成蹊スポーツ大学 | 0 - 2          | 関西学院大学                  | 東近江市                                                            |  |
| 13:00               |                        | 公式記録 (PDF) | 倍井謙 45+1分 · 山見大登 59分 | 競技場: 東近江市布引運動公園陸上競技場 観客数: 242人 主審: 松本康之 |  |

| No.15 2021年5月23日 | ヴァンラーレ八戸 | 13 - 0         | 猿田興業 | 八戸市                                                    |  |
| 13:00               | 島田拓海 2分, 29分 · 上形洋介 4分, 20分 · 坪井一真 11分 · 黒石貴哉 26分 · 相田勇樹 47分, 56分, 82分 · 原山海里 59分 · 秋吉泰佑 63分, 89分 · 岡佳樹 71分 | 公式記録 (PDF) |          | 競技場: プライフーズスタジアム 観客数: 379人 主審: 鈴木渓 |  |

| No.16 2021年5月23日 | ポルベニル飛鳥 | 0 - 2          | F.C.大阪                      | 奈良市                                                    |  |
| 13:00               |                | 公式記録 (PDF) | 齊藤隆成 65分 · 高橋佳 90+3分 | 競技場: ロートフィールド奈良 観客数: 410人 主審: 高崎航地 |  |

| No.17 2021年5月26日 | 栃木シティFC                                                                              | 9 - 0          | 韮崎アストロス | 宇都宮市                                                    |  |
| 19:00               | 古谷三国 3分, 41分, 79分 · 吉田篤志 5分, 14分 · 鈴木隼斗 53分, 64分, 68分 · 山下宏輝 89分 | 公式記録 (PDF) |                | 競技場: 栃木県グリーンスタジアム 観客数: 266人 主審: 長谷拓 |  |

| No.18 2021年5月22日 | 愛媛FC        | 1 - 2          | FC今治                            | 松山市                                                      |  |
| 12:00               | 川村拓夢 35分 | 公式記録 (PDF) | バルデマール 14分 · 駒野友一 55分 | 競技場: ニンジニアスタジアム 観客数: 1,552人 主審: 山下良美 |  |

| No.19 2021年5月23日 | カターレ富山 | 8 - 0          | FC北陸 | 高岡市                                                                     |  |
| 13:00               | 姫野宥弥 32分 · 戸高弘貴 44分 · 鈴木翔登 55分, 77分 · 佐々木陽次 63分 · 松岡大智 72分 · 音泉翔眞 86分 · 高橋駿太 90+3分 | 公式記録 (PDF) |        | 競技場: 高岡スポーツコア サッカー・ラグビー場 観客数: 843人 主審: 加藤正和 |  |

| No.20 2021年5月22日 | SC相模原                                     | 3 - 1          | 駒澤大学        | 平塚市                                                    |  |
| 13:00               | 和田昌士 5分 · ユーリ 53分 · 中山雄希 90+4分 | 公式記録 (PDF) | 會澤海斗 45+2分 | 競技場: レモンガススタジアム 観客数: 614人 主審: 辛島宗烈 |  |

| No.21 2021年5月22日 | 三菱水島FC                                 | 3 - 1          | FCバレイン下関 | 岡山市                                                  |  |
| 13:00               | 宮澤龍二 1分 · 山部晃 31分 · 河面龍征 41分 | 公式記録 (PDF) | 稗田圭吾 39分  | 競技場: シティライトスタジアム 観客数: 0人 主審: 堀善仁 |  |

| No.22 2021年5月23日 | 鈴鹿ポイントゲッターズ          | 2 - 1          | FC刈谷     | 鈴鹿市                                                                              |  |
| 13:00               | 田村翔太 45+2分 · 遠藤純輝 51分 | 公式記録 (PDF) | 3分 (o.g.) | 競技場: 三重交通G スポーツの杜 鈴鹿 サッカー・ラグビー場 観客数: 0人 主審: 若宮健治 |  |

| No.23 2021年5月23日 | 高知ユナイテッドSC | 1 - 0          | カマタマーレ讃岐 | 宿毛市                                                  |  |
| 13:00               | 藤井義治 55分      | 公式記録 (PDF) |                  | 競技場: 宿毛市総合運動公園 観客数: 465人 主審: 大橋侑祐 |  |

| No.24 2021年6月5日 | tonan前橋    | 1 - 6          | 順天堂大学                                                        | 前橋市                                                                |  |
| 13:00              | 齋藤雄大 1分 | 公式記録 (PDF) | 小林里駆 13分, 17分, 61分 · 白井海斗 74分 · 大森真吾 83分, 90+1分 | 競技場: アースケア敷島サッカー・ラグビー場 観客数: 470人 主審: 堀善仁 |  |

| No.25 2021年5月22日 | ホンダロックSC                                                       | 5 - 0          | 川副クラブ | 新富町                                                      |  |
| 13:00               | 大山直哉 3分 · 長谷川雄介 35分 · 日野友貴 44分 · 永吉広大 63分, 78分 | 公式記録 (PDF) |            | 競技場: ユニリーバスタジアム新富 観客数: 0人 主審: 友政利貴 |  |

| No.26 2021年5月23日 | 福井ユナイテッドFC          | 2 - 1          | アヴェントゥーラ川口 | 坂井市                                                          |  |
| 13:00               | 野中魁 61分 · 恩田巧巳 78分 | 公式記録 (PDF) | 41分 (o.g.)          | 競技場: テクノポート福井スタジアム 観客数: 358人 主審: 大原謙哉 |  |

### 2回戦
| No.27 2021年6月9日                           | 川崎フロンターレ | 1 - 1 (延長) (4 - 3 PK戦)                | AC長野パルセイロ | 川崎市                                                  |  |
| 18:00                                        | 橘田健人 90+1分  | 公式記録 (PDF)                           | 藤山智史 42分    | 競技場: 等々力陸上競技場 観客数: 4,508人 主審: 先立圭吾 |  |
|                                              |                  | PK戦                                     |                  |                                                         |  |
| 小林悠 山村和也 車屋紳太郎 遠野大弥 家長昭博 |                  | 藤山智史 水谷拓磨 東浩史 山本龍平 吉村弦 |                  |                                                         |  |

| No.28 2021年6月9日 | ジェフユナイテッド千葉 | 1 - 0          | 大宮アルディージャ | 千葉市                                                    |  |
| 18:00              | チャン・ミンギュ 77分  | 公式記録 (PDF) |                    | 競技場: フクダ電子アリーナ 観客数: 1,635人 主審: 山岡良介 |  |

| No.29 2021年6月9日 | 清水エスパルス | 1 - 0          | 福山シティFC | 静岡市                                                     |  |
| 19:00              | 原輝綺 90+2分  | 公式記録 (PDF) |              | 競技場: IAIスタジアム日本平 観客数: 1,831人 主審: 吉田哲朗 |  |

| No.30 2021年6月9日 | ベガルタ仙台 | 0 - 1          | いわてグルージャ盛岡 | 仙台市                                                            |  |
| 19:00              |              | 公式記録 (PDF) | 韓勇太 2分           | 競技場: ユアテックスタジアム仙台 観客数: 2,551人 主審: 三上正一郎 |  |

| No.31 2021年6月16日 | サンフレッチェ広島 | 1 - 5          | おこしやす京都AC                                                            | 広島市                                                          |  |
| 18:00               | 柴﨑晃誠 45分      | 公式記録 (PDF) | 青戸翔 28分 · 高橋康平 38分 · 萩原大河 77分 · 林祥太 80分 · イブラヒム 89分 | 競技場: エディオンスタジアム広島 観客数: 1,114人 主審: 吉田哲朗 |  |

| No.32 2021年6月9日 | モンテディオ山形 | 1 - 2          | ヴェルスパ大分      | 山形市                                                      |  |
| 19:00              | 松本幹太 16分    | 公式記録 (PDF) | 利根瑠偉 45分, 49分 | 競技場: NDソフトスタジアム山形 観客数: 1,809人 主審: 柿沼亨 |  |

| No.33 2021年6月9日                                              | 横浜F・マリノス                    | 2 - 2 (延長) (3 - 5 PK戦)                    | Honda FC                              | 横浜市                                                      |  |
| 18:04                                                           | エウベル 67分 · レオ・セアラ 102分 | 公式記録 (PDF)                               | 楠本祐規 28分 (pen.) · 岡﨑優希 106分 | 競技場: ニッパツ三ツ沢球技場 観客数: 2,804人 主審: 大坪博和 |  |
|                                                                 |                                    | PK戦                                         |                                       |                                                             |  |
| チアゴ・マルチンス ティーラトン エウベル マルコス・ジュニオール |                                    | 岡﨑優希 鈴木雄也 堀内颯人 八戸雄太 川浪龍平 |                                       |                                                             |  |

| No.34 2021年6月9日 | ジュビロ磐田                               | 3 - 0          | 北海道十勝スカイアース | 磐田市                                                          |  |
| 19:00              | 小川航基 56分, 86分 (pen.) · 三木直土 71分 | 公式記録 (PDF) |                        | 競技場: ヤマハスタジアム（磐田） 観客数: 1,905人 主審: 池内明彦 |  |

| No.35 2021年6月9日 | セレッソ大阪                   | 2 - 0          | ガイナーレ鳥取 | 大阪市                                                |  |
| 18:00              | 大久保嘉人 5分 · 奥埜博亮 31分 | 公式記録 (PDF) |                | 競技場: ヨドコウ桜スタジアム 観客数: 0人 主審: 松尾一 |  |

| No.36 2021年6月9日 | アルビレックス新潟                                | 4 - 1          | ツエーゲン金沢 | 新潟市                                                            |  |
| 19:00              | 田上大地 23分 · 三戸舜介 26分 · 矢村健 42分, 51分 | 公式記録 (PDF) | 本塚聖也 53分  | 競技場: デンカビッグスワンスタジアム 観客数: 3,896人 主審: 藤田優 |  |

| No.37 2021年6月9日 | サガン鳥栖    | 1 - 0          | ロアッソ熊本 | 鳥栖市                                                    |  |
| 19:00              | 山下敬大 22分 | 公式記録 (PDF) |              | 競技場: 駅前不動産スタジアム 観客数: 3,390人 主審: 松本大 |  |

| No.38 2021年6月9日 | アビスパ福岡                                                                           | 6 - 0          | 鹿児島ユナイテッドFC | 福岡市                                                    |  |
| 18:00              | 杉本太郎 34分 · ジョルディ・クルークス 66分 (pen.), 75分 · 山岸祐也 71分, 78分, 90+3分 | 公式記録 (PDF) |                      | 競技場: ベスト電器スタジアム 観客数: 1,224人 主審: 岡宏道 |  |

| No.39 2021年6月16日 | 鹿島アントラーズ                                                                        | 8 - 1          | Y.S.C.C.横浜              | 水戸市                                                            |  |
| 19:00               | 遠藤康 10分, 31分 · エヴェラウド 12分, 49分 · 松村優太 21分 · 上田綺世 52分, 70分, 78分 | 公式記録 (PDF) | オニエ・オゴチュクウ 83分 | 競技場: ケーズデンキスタジアム水戸 観客数: 2,458人 主審: 山本雄大 |  |

| No.40 2021年6月9日 | 栃木SC              | 2 - 0          | FC町田ゼルビア | 宇都宮市                                                      |  |
| 19:00              | 松岡瑠夢 15分, 36分 | 公式記録 (PDF) |                | 競技場: 栃木県グリーンスタジアム 観客数: 837人 主審: 長峯滉希 |  |

| No.41 2021年6月9日 | 北海道コンサドーレ札幌                                                    | 5 - 3          | ソニー仙台FC                     | 札幌市                                                    |  |
| 18:00              | 小野伸二 14分 · ルーカス・フェルナンデス 16分 · 中島大嘉 22分, 28分, 84分 | 公式記録 (PDF) | 内野裕太 7分, 16分 · 佐藤碧 56分 | 競技場: 札幌厚別公園競技場 観客数: 1,637人 主審: 村上伸次 |  |

| No.42 2021年6月9日 | V・ファーレン長崎                              | 2 - 0          | 沖縄SV | 諫早市                                                                |  |
| 19:00              | ビクトル・イバルボ 29分 (pen.) · 大竹洋平 90分 | 公式記録 (PDF) |        | 競技場: トランスコスモススタジアム長崎 観客数: 1,884人 主審: 大橋侑祐 |  |

| No.43 2021年6月16日 | ガンバ大阪                                                    | 3 - 1          | 関西学院大学  | 吹田市                                                          |  |
| 18:00               | 小野瀬康介 11分 · ウェリントン・シウバ 21分 · パトリック 87分 | 公式記録 (PDF) | 輪木豪太 55分 | 競技場: パナソニックスタジアム吹田 観客数: 4,031人 主審: 谷本涼 |  |

| No.44 2021年6月9日 | 松本山雅FC    | 1 - 0          | FC琉球 | 松本市                                                     |  |
| 19:00              | 村越凱光 52分 | 公式記録 (PDF) |        | 競技場: サンプロ アルウィン 観客数: 2,241人 主審: 佐藤誠和 |  |

| No.45 2021年6月16日 | 横浜FC        | 1 - 2          | ヴァンラーレ八戸              | 横浜市                                                    |  |
| 18:00               | クレーべ 88分 | 公式記録 (PDF) | 島田拓海 63分 · 相田勇樹 74分 | 競技場: ニッパツ三ツ沢球技場 観客数: 1,075人 主審: 川俣秀 |  |

| No.46 2021年6月9日              | 湘南ベルマーレ | 0 - 0 (延長) (4 - 3 PK戦)                    | F.C.大阪 | 平塚市                                                          |  |
| 19:00                           |                | 公式記録 (PDF)                               |          | 競技場: レモンガススタジアム平塚 観客数: 1,385人 主審: 鶴岡将樹 |  |
|                                 |                | PK戦                                         |          |                                                                 |  |
| 梅崎司 池田昌生 田中聡 町野修斗 |                | 附木雄也 坂本修佑 田中直基 木匠貴大 岩本知幸 |          |                                                                 |  |

| No.47 2021年6月9日 | 柏レイソル                                                    | 3 - 0          | 栃木シティFC | 柏市                                                              |  |
| 18:01              | クリスティアーノ 19分 · 三丸拡 35分 · アンジェロッティ 90+2分 | 公式記録 (PDF) |              | 競技場: 三協フロンテア柏スタジアム 観客数: 1,597人 主審: 上原直人 |  |

| No.48 2021年6月9日 | 京都サンガF.C.                      | 3 - 1          | FC今治        | 京都市                                                        |  |
| 18:00              | 李忠成 10分, 69分 · 上月壮一郎 62分 | 公式記録 (PDF) | 武井成豪 82分 | 競技場: たけびしスタジアム京都 観客数: 1,507人 主審: 中井敏博 |  |

| No.49 2021年6月9日 | 浦和レッズ                | 1 - 0          | カターレ富山 | さいたま市                                                |  |
| 19:03              | キャスパー・ユンカー 80分 | 公式記録 (PDF) |              | 競技場: 浦和駒場スタジアム 観客数: 4,269人 主審: 笠原寛貴 |  |

| No.50 2021年6月9日 | ギラヴァンツ北九州 | 0 - 1          | SC相模原        | 北九州市                                                            |  |
| 18:01              |                    | 公式記録 (PDF) | 中山雄希 45+2分 | 競技場: ミクニワールドスタジアム北九州 観客数: 837人 主審: 野田祐樹 |  |

| No.51 2021年6月9日 | 名古屋グランパス                                                               | 5 - 0          | 三菱水島FC | 岐阜市                                                                    |  |
| 18:00              | 藤井陽也 36分 · 長澤和輝 39分 (pen.) · マテウス 64分, 90+1分 · 石田凌太郎 89分 | 公式記録 (PDF) |            | 競技場: 岐阜メモリアルセンター長良川競技場 観客数: 1,886人 主審: 上田益也 |  |

| No.52 2021年6月16日 | 東京ヴェルディ | 0 - 1          | ファジアーノ岡山 | 東京都北区                                                    |  |
| 18:00               |                | 公式記録 (PDF) | 野口竜彦 61分    | 競技場: 味の素フィールド西が丘 観客数: 1,016人 主審: 山下良美 |  |

| No.53 2021年6月16日 | ヴィッセル神戸                                      | 4 - 0          | 鈴鹿ポイントゲッターズ | 神戸市                                                        |  |
| 18:01               | 田中順也 29分, 61分 · 小林友希 49分 · 安井拓也 90分 | 公式記録 (PDF) |                        | 競技場: ノエビアスタジアム神戸 観客数: 1,938人 主審: 田中玲匡 |  |

| No.54 2021年6月9日 | 徳島ヴォルティス           | 2 - 1          | 高知ユナイテッドSC | 鳴門市                                                                                  |  |
| 19:00              | 岩尾憲 4分 · 45+1分 (o.g.) | 公式記録 (PDF) | 下堂竜聖 52分      | 競技場: 鳴門・大塚スポーツパークポカリスエットスタジアム 観客数: 1,395人 主審: 小屋幸栄 |  |

| No.55 2021年6月9日 | FC東京       | 1 - 2 (延長)   | 順天堂大学                       | 東京都北区                                                    |  |
| 18:00              | 永井謙佑 9分 | 公式記録 (PDF) | 白井海斗 88分 · 小林里駆 105+2分 | 競技場: 味の素フィールド西が丘 観客数: 1,682人 主審: 岡部拓人 |  |

| No.56 2021年6月9日 | 水戸ホーリーホック | 0 - 3          | ザスパクサツ群馬                              | 水戸市                                                          |  |
| 19:00              |                    | 公式記録 (PDF) | 進昂平 39分 · 高橋勇利也 44分 · 大前元紀 71分 | 競技場: ケーズデンキスタジアム水戸 観客数: 907人 主審: 田中玲匡 |  |

| No.57 2021年6月9日 | 大分トリニータ                                   | 3 - 2 (延長)   | ホンダロックSC                  | 大分市                                                    |  |
| 19:00              | 長谷川雄志 49分 · 髙澤優也 74分 · 井上健太 108分 | 公式記録 (PDF) | 田中大和 80分 · 諏訪園良平 86分 | 競技場: 昭和電工ドーム大分 観客数: 1,613人 主審: 西山貴生 |  |

| No.58 2021年6月9日 | ヴァンフォーレ甲府  | 1 - 2          | 福井ユナイテッドFC                  | 甲府市                                                                 |  |
| 19:00              | パウロ・バイヤ 23分 | 公式記録 (PDF) | 賀澤陽友 90+1分 · 金村賢志郎 90+5分 | 競技場: JIT リサイクルインク スタジアム 観客数: 1,381人 主審: 酒井達矢 |  |

### 3回戦
| No.59 2021年7月21日                   | 川崎フロンターレ     | 1 - 1 (延長) (4 - 3 PK戦)                              | ジェフユナイテッド千葉 | 千葉市                                                    |  |
| 18:03                                 | 家長昭博 60分 (pen.) | 公式記録 (PDF)                                         | 見木友哉 53分          | 競技場: フクダ電子アリーナ 観客数: 4,553人 主審: 清水勇人 |  |
|                                       |                      | PK戦                                                   |                        |                                                           |  |
| 知念慶 山村和也 長谷川竜也 車屋紳太郎 |                      | 櫻川ソロモン 矢田旭 岩崎悠人 福満隆貴 熊谷アンドリュー |                        |                                                           |  |

| No.60 2021年7月7日 | 清水エスパルス              | 2 - 1          | いわてグルージャ盛岡 | 盛岡市                                                    |  |
| 18:30              | 指宿洋史 54分 · 滝裕太 83分 | 公式記録 (PDF) | 加々美登生 38分      | 競技場: いわぎんスタジアム 観客数: 1,976人 主審: 小屋幸栄 |  |

| No.61 2021年7月7日 | おこしやす京都AC | 1 - 3          | ヴェルスパ大分                      | 大分市                                                  |  |
| 18:00              | イブラヒム 62分  | 公式記録 (PDF) | 前田央樹 24分, 27分 · 利根瑠偉 59分 | 競技場: 昭和電工ドーム大分 観客数: 458人 主審: 田中玲匡 |  |

| No.62 2021年7月7日 | Honda FC      | 1 - 4          | ジュビロ磐田                                                     | 磐田市                                                          |  |
| 18:30              | 鈴木雄也 57分 | 公式記録 (PDF) | ファビアン・ゴンザレス 2分 · 小川航基 27分, 35分 · 三木直土 85分 | 競技場: ヤマハスタジアム（磐田） 観客数: 4,794人 主審: 家本政明 |  |

| No.63 2021年8月4日 | セレッソ大阪                          | 3 - 2          | アルビレックス新潟            | 大阪市                                                      |  |
| 18:00              | 清武弘嗣 21分, 30分 · 加藤陸次樹 67分 | 公式記録 (PDF) | 星雄次 66分 · 本間至恩 90+1分 | 競技場: ヨドコウ桜スタジアム 観客数: 3,427人 主審: 山本雄大 |  |

| No.64 2021年7月7日 | サガン鳥栖      | 1 - 0          | アビスパ福岡 | 鳥栖市                                                      |  |
| 19:00              | 樋口雄太 90+1分 | 公式記録 (PDF) |              | 競技場: 駅前不動産スタジアム 観客数: 5,303人 主審: 村上伸次 |  |

| No.65 2021年7月7日 | 鹿島アントラーズ                                      | 3 - 0          | 栃木SC | 宇都宮市                                                        |  |
| 19:03              | エヴェラウド 80分, 90分 · アルトゥール・カイキ 90+2分 | 公式記録 (PDF) |        | 競技場: カンセキスタジアムとちぎ 観客数: 4,442人 主審: 飯田淳平 |  |

| No.66 2021年7月7日 | 北海道コンサドーレ札幌 | 1 - 2          | V・ファーレン長崎           | 諫早市                                                                |  |
| 18:03              | 青木亮太 64分          | 公式記録 (PDF) | 大竹洋平 5分 · 植中朝日 8分 | 競技場: トランスコスモススタジアム長崎 観客数: 2,565人 主審: 笠原寛貴 |  |

| No.67 2021年8月18日 | ガンバ大阪                     | 2 - 0 (延長)   | 松本山雅FC | 吹田市                                                          |  |
| 18:00               | 柳澤亘 95分 · 井手口陽介 100分 | 公式記録 (PDF) |            | 競技場: パナソニックスタジアム吹田 観客数: 3,123人 主審: 谷本涼 |  |

| No.68 2021年7月7日 | ヴァンラーレ八戸 | 1 - 2 (延長)   | 湘南ベルマーレ               | 平塚市                                                            |  |
| 19:00              | 坪井一真 62分    | 公式記録 (PDF) | 梅崎司 53分 · 平岡大陽 113分 | 競技場: レモンガススタジアム平塚 観客数: 1,452人 主審: 三上正一郎 |  |

| No.69 2021年7月7日 | 柏レイソル    | 1 - 2          | 京都サンガF.C.                | 柏市                                                              |  |
| 18:00              | 戸嶋祥郎 12分 | 公式記録 (PDF) | 中野克哉 40分 · 荒木大吾 89分 | 競技場: 三協フロンテア柏スタジアム 観客数: 1,907人 主審: 井上知大 |  |

| No.70 2021年7月7日 | 浦和レッズ                | 1 - 0          | SC相模原 | さいたま市                                                |  |
| 19:03              | キャスパー・ユンカー 87分 | 公式記録 (PDF) |          | 競技場: 浦和駒場スタジアム 観客数: 4,528人 主審: 御厨貴文 |  |

| No.71 2021年8月2日 | 名古屋グランパス | 1 - 0          | ファジアーノ岡山 | 名古屋市                                                    |  |
| 18:00              | 中谷進之介 33分  | 公式記録 (PDF) |                  | 競技場: 名古屋市港サッカー場 観客数: 2,001人 主審: 岡部拓人 |  |

| No.72 2021年7月7日 | ヴィッセル神戸 | 1 - 0          | 徳島ヴォルティス | 神戸市                                                        |  |
| 18:00              | 古橋亨梧 38分  | 公式記録 (PDF) |                  | 競技場: ノエビアスタジアム神戸 観客数: 2,836人 主審: 木村博之 |  |

| No.73 2021年7月7日 | 順天堂大学                  | 2 - 3 (延長)   | ザスパクサツ群馬                                 | 前橋市                                                      |  |
| 19:04              | 白井海斗 43分 · 寺山翼 81分 | 公式記録 (PDF) | 内田達也 83分 · 大前元紀 90+4分 · 髙木彰人 115分 | 競技場: 正田醤油スタジアム群馬 観客数: 699人 主審: 西村雄一 |  |

| No.74 2021年7月7日 | 大分トリニータ               | 2 - 0          | 福井ユナイテッドFC | 坂井市                                                              |  |
| 19:00              | 渡邉新太 8分 · 髙澤優也 29分 | 公式記録 (PDF) |                    | 競技場: テクノポート福井スタジアム 観客数: 1,421人 主審: 福島孝一郎 |  |

### ラウンド16（4回戦）
| No.75 2021年8月18日 | 川崎フロンターレ                               | 2 - 1          | 清水エスパルス | 静岡市                                                     |  |
| 19:03               | 小林悠 57分 (pen.) · レアンドロ・ダミアン 74分 | 公式記録 (PDF) | 中山克広 64分  | 競技場: IAIスタジアム日本平 観客数: 2,795人 主審: 上田益也 |  |

| No.76 2021年8月18日 | ヴェルスパ大分 | 0 - 1 (延長)   | ジュビロ磐田                 | 大分市                                                  |  |
| 19:04               |                | 公式記録 (PDF) | ファビアン・ゴンザレス 101分 | 競技場: 昭和電工ドーム大分 観客数: 512人 主審: 今村義朗 |  |

| No.77 2021年8月18日 | セレッソ大阪    | 1 - 0          | サガン鳥栖 | 大阪市                                                      |  |
| 18:00               | 加藤陸次樹 34分 | 公式記録 (PDF) |            | 競技場: ヨドコウ桜スタジアム 観客数: 2,562人 主審: 池内明彦 |  |

| No.78 2021年8月18日 | 鹿島アントラーズ                                            | 3 - 1          | V・ファーレン長崎 | 諫早市                                                                |  |
| 19:03               | アルトゥール・カイキ 50分 · エヴェラウド 60分 · 林尚輝 74分 | 公式記録 (PDF) | 毎熊晟矢 7分      | 競技場: トランスコスモススタジアム長崎 観客数: 3,357人 主審: 山本雄大 |  |

| No.79 2021年9月22日 | ガンバ大阪                                                          | 4 - 1          | 湘南ベルマーレ | 吹田市                                                            |  |
| 18:00               | パトリック 2分, 56分 · ウェリントン・シウバ 26分 (PK) · 倉田秋 42分 | 公式記録 (PDF) | 柴田壮介 64分  | 競技場: パナソニックスタジアム吹田 観客数: 2,874人 主審: 小屋幸栄 |  |

| No.80 2021年8月18日 | 京都サンガF.C. | 0 - 1          | 浦和レッズ    | 京都市                                                        |  |
| 18:03               |                | 公式記録 (PDF) | 岩波拓也 15分 | 競技場: たけびしスタジアム京都 観客数: 3,416人 主審: 飯田淳平 |  |

| No.81 2021年8月18日 | 名古屋グランパス      | 1 - 0          | ヴィッセル神戸 | 豊田市                                                |  |
| 18:03               | シュヴィルツォク 89分 | 公式記録 (PDF) |                | 競技場: 豊田スタジアム 観客数: 3,453人 主審: 笠原寛貴 |  |

| No.82 2021年8月18日 | ザスパクサツ群馬 | 1 - 2 (延長)   | 大分トリニータ                       | 前橋市                                                    |  |
| 18:00               | 白石智之 13分    | 公式記録 (PDF) | 渡邉新太 18分 (pen.) · 小林成豪 96分 | 競技場: 正田醤油スタジアム群馬 観客数: 890人 主審: 中村太 |  |

### 準々決勝
準々決勝（ベスト8）以降の組み合わせ抽選は、2021年9月24日にオンラインで実施され、日本サッカー協会のYouTubeチャンネル「JFA TV」で生配信された。抽選は、名古屋が10月17日に韓国で行われるAFCチャンピオンズリーグ2021準々決勝に進出していること、鹿島・浦和・大分が準々決勝のホームスタジアムを確保できていないことを踏まえ、2つのポットを使って以下の手順で行われた。
1. No.83ホーム→No.83アウェー→No.84ホーム→…の順にトーナメントポジションに1から8の番号を割り当てる。
2. まず、1・3・5・7の番号の書かれたカプセルの入ったポットAを抽選し、名古屋のポジションを決定する（これにより、名古屋は準々決勝で必ずホーム側となる）。
3. 次に、2・4・6・8の番号の書かれたカプセルの入ったポットAを抽選し、鹿島・浦和・大分のチーム名の書かれたカプセルの入ったポットBを抽選し、3チームのトーナメントポジションを決定する （これにより、鹿島・浦和・大分は準々決勝で必ずアウェイ側となる）。
4. 抽選されなかった4つの番号の書かれたカプセルをポットAに、残りの4チームの書かれたカプセルをポットBにそれぞれ入れ、ポットA→ポットBの順に抽選して残りのチームのトーナメントポジションを決定する。

ドロワーは日本サッカー協会会長の田嶋幸三と、日本サッカー協会天皇杯実施委員会委員長の須原清貴、ゲストドロワーとして元日本代表で第88回・89回大会優勝メンバーの播戸竜二が参加。進行役はフリーアナウンサーの守口香織。
| No.83 2021年10月27日 | ガンバ大阪 | 0 - 2          | 浦和レッズ                                | 吹田市                                                            |  |
| 18:33                |            | 公式記録 (PDF) | キャスパー・ユンカー 10分 · 関根貴大 42分 | 競技場: パナソニックスタジアム吹田 観客数: 5,553人 主審: 西村雄一 |  |

| No.84 2021年10月27日 | 名古屋グランパス | 0 - 3          | セレッソ大阪                                        | 豊田市                                                |  |
| 18:03                |                  | 公式記録 (PDF) | 鳥海晃司 32分 · チアゴ 38分 · アダム・タガート 62分 | 競技場: 豊田スタジアム 観客数: 5,202人 主審: 笠原寛貴 |  |

| No.85 2021年10月27日 | 川崎フロンターレ                            | 3 - 1          | 鹿島アントラーズ | 川崎市                                                  |  |
| 18:03                | 32分 (o.g.) · 旗手怜央 48分 · 脇坂泰斗 51分 | 公式記録 (PDF) | 荒木遼太郎 90分  | 競技場: 等々力陸上競技場 観客数: 9,776人 主審: 村上伸次 |  |

| No.86 2021年10月27日 | ジュビロ磐田 | 0 - 2          | 大分トリニータ                | 袋井市                                                  |  |
| 19:03                |              | 公式記録 (PDF) | 長沢駿 65分 · 藤本一輝 90+1分 | 競技場: エコパスタジアム 観客数: 3,418人 主審: 飯田淳平 |  |

### 準決勝
| No.87 2021年12月12日 | 浦和レッズ                      | 2 - 0          | セレッソ大阪 | さいたま市                                                 |  |
| 16:04                | 宇賀神友弥 29分 · 小泉佳穂 89分 | 公式記録 (PDF) |              | 競技場: 埼玉スタジアム2002 観客数: 30,933人 主審: 今村義朗 |  |

| No.88 2021年12月12日                                       | 川崎フロンターレ | 1 - 1 (延長) (4 - 5 PK戦)                                                  | 大分トリニータ                 | 川崎市                                                 |  |
| 14:00                                                      | 小林悠 113分     | 公式記録 (PDF)                                                             | エンリケ・トレヴィザン 120+1分 | 競技場: 等々力陸上競技場 観客数: 17,595人 主審: 松尾一 |  |
|                                                            |                  | PK戦                                                                       |                                |                                                        |  |
| 知念慶 山村和也 小塚和季 塚川孝輝 小林悠 谷口彰悟 山根視来 |                  | 下田北斗 長沢駿 松本怜 エンリケ・トレヴィザン 小林裕紀 三竿雄斗 町田也真人 |                                |                                                        |  |

### 決勝
決勝に駒を進めたのは、同年限りの契約満了での退団が発表されたDF宇賀神友弥のミドルシュートと終了間際のMF小泉佳穂の追加点でC大阪を下し第98回大会（2018年度）以来3大会ぶりの決勝進出を決めた浦和 と、リーグ王者の川崎相手にGK高木駿の好セーブ連発で猛攻を凌ぎ、延長後半に先制されるも終了間際にDFエンリケ・トレヴィザンのゴールで追いつき、PK戦の末クラブ初の決勝進出を決めた大分 の2チーム。大分は九州勢としては第45回大会（1965年度）の八幡製鐵以来56大会ぶりの天皇杯決勝進出 で、J2降格が決まったクラブとしては9大会ぶり4例目の天皇杯決勝進出となった。
両チームとも準決勝とほぼ同じ布陣で臨んだこの試合、6分に浦和はMF小泉とMF関根貴大で右サイドを突破しペナルティエリア内に侵入すると、関根が大分守備陣をひきつけて中央へマイナスのパスを送り、そこに待ち構えていたFW江坂任が右足で流し込み、早々に浦和が先制する。先制を許した大分だったが、徐々に要所要所での守備が機能し始めて追加点は許さず、前半は1-0で終える。
後半に入り、中盤の陣形を変えた大分が攻勢を強め、幾度となくチャンスを生み出すが、浦和守備陣がなかなかゴールを割らせない。逆に70分（後半25分）には浦和MF関根のスルーパスに反応したFW江坂が、大分GK高木を交わしてシュートを放つが、そこから腕を伸ばしてシュートブロックした高木のスーパーセーブに阻まれ、追加点ならず。浦和は今季限りで退団が発表されているDF宇賀神とDF槙野智章を途中投入して逃げ切りを図るが、ここから試合は急展開を見せる。
試合終了目前の90分（後半45分）、大分のフリーキックの流れからMF下田北斗が左サイドから送ったクロスをDFペレイラがヘディングでゴールに叩き込み、準決勝まで無失点で勝ち上がった浦和の牙城を破って大分が土壇場で同点に追いつく。試合はこのまま延長戦に突入するかと思われたが、90+3分（後半45+3分）、今度は浦和の右コーナーキックに大分GK高木がパンチングしたボールをMF柴戸海がペナルティアーク外側からミドルシュートを放つと、最終ライン上で張っていたDF槙野がコースを変えてゴールに流し込み、浦和が再度勝ち越しに成功する。試合はこのまま終了し、浦和が前身の三菱重工業時代を含めて3年ぶり8度目（浦和レッズとして4度目）の天皇杯を獲得した。
| 2021年12月19日 14:04 No.89 |

| 浦和レッズ                   | 2 - 1          | 大分トリニータ |
| 江坂任 6分 · 槙野智章 90+3分 | 公式記録 (PDF) | ペレイラ 90分  |

| 国立競技場, 新宿区 観客数: 57,785人 主審: 荒木友輔 |

| 浦和レッズ           |    |                          |        |      |
| GK                   | 01 | 西川周作                 |        |      |
| DF                   | 02 | 酒井宏樹                 |        |      |
| DF                   | 04 | 岩波拓也                 |        |      |
| DF                   | 28 | アレクサンダー・ショルツ |        |      |
| DF                   | 15 | 明本考浩                 |        |      |
| MF                   | 41 | 関根貴大                 |        | 83分 |
| MF                   | 17 | 伊藤敦樹                 |        |      |
| MF                   | 29 | 柴戸海                   |        |      |
| MF                   | 18 | 小泉佳穂                 |        | 83分 |
| FW                   | 33 | 江坂任                   |        |      |
| FW                   | 07 | キャスパー・ユンカー     |        | 72分 |
| 控え選手             |    |                          |        |      |
| GK                   | 12 | 鈴木彩艶                 |        |      |
| DF                   | 03 | 宇賀神友弥               |        | 72分 |
| DF                   | 05 | 槙野智章                 | 90+5分 | 83分 |
| DF                   | 08 | 西大伍                   |        |      |
| MF                   | 21 | 大久保智明               |        | 83分 |
| MF                   | 24 | 汰木康也                 |        |      |
| MF                   | 40 | 平野佑一                 |        |      |
| 監督                 |    |                          |        |      |
| リカルド・ロドリゲス |    |                          |        |      |

| 大分トリニータ |    |                        |        |      |
| GK             | 01 | 高木駿                 |        |      |
| DF             | 03 | 三竿雄斗               | 90+3分 |      |
| DF             | 14 | エンリケ・トレヴィザン |        |      |
| DF             | 15 | 小出悠太               |        | 79分 |
| MF             | 06 | 小林裕紀               |        |      |
| MF             | 08 | 町田也真人             |        |      |
| MF             | 11 | 下田北斗               |        |      |
| MF             | 25 | 小林成豪               |        | 72分 |
| MF             | 31 | ペレイラ               | 82分   |      |
| FW             | 13 | 伊佐耕平               |        | 79分 |
| FW             | 16 | 渡邉新太               |        |      |
| 控え選手       |    |                        |        |      |
| GK             | 22 | ポープ・ウィリアム     |        |      |
| DF             | 41 | 刀根亮輔               |        |      |
| MF             | 07 | 松本怜                 |        | 79分 |
| MF             | 10 | 野村直輝               |        | 72分 |
| MF             | 17 | 井上健太               |        |      |
| MF             | 43 | 弓場将輝               |        |      |
| FW             | 20 | 長沢駿                 |        | 79分 |
| 監督           |    |                        |        |      |
| 片野坂知宏     |    |                        |        |      |

### トーナメント表
|  | 準々決勝         | 準々決勝       |                  |        | 準決勝 | 準決勝 |  |  | 決勝 | 決勝 |
|  |                  |                |                  |        |        |        |  |  |      |      |
|  | 2021年10月27日   |                |                  |        |        |        |  |  |      |      |
|  |                  |                |                  |        |        |        |  |  |      |      |
|  | ガンバ大阪       | 0              |                  |        |        |        |  |  |      |      |
|  | ガンバ大阪       | 0              | 2021年12月12日   |        |        |        |  |  |      |      |
|  | 浦和レッズ       | 2              |                  |        |        |        |  |  |      |      |
|  | 浦和レッズ       | 2              | 浦和レッズ       | 2      |        |        |  |  |      |      |
|  | 2021年10月27日   |                | 浦和レッズ       | 2      |        |        |  |  |      |      |
|  |                  | セレッソ大阪   | 0                |        |        |        |  |  |      |      |
|  | 名古屋グランパス | セレッソ大阪   | 0                | 0      |        |        |  |  |      |      |
|  | 名古屋グランパス |                | 2021年12月19日   | 0      |        |        |  |  |      |      |
|  | セレッソ大阪     | 3              |                  |        |        |        |  |  |      |      |
|  | セレッソ大阪     | 3              | 浦和レッズ       | 2      |        |        |  |  |      |      |
|  | 2021年10月27日   |                | 浦和レッズ       | 2      |        |        |  |  |      |      |
|  |                  | 大分トリニータ | 1                |        |        |        |  |  |      |      |
|  | 川崎フロンターレ | 大分トリニータ | 1                | 3      |        |        |  |  |      |      |
|  | 川崎フロンターレ | 2021年12月12日 |                  | 3      |        |        |  |  |      |      |
|  | 鹿島アントラーズ | 1              |                  |        |        |        |  |  |      |      |
|  | 鹿島アントラーズ | 1              | 川崎フロンターレ | 1(4 p) |        |        |  |  |      |      |
|  | 2021年10月27日   |                | 川崎フロンターレ | 1(4 p) |        |        |  |  |      |      |
|  |                  | 大分トリニータ | 1(5 p)           |        |        |        |  |  |      |      |
|  | ジュビロ磐田     | 大分トリニータ | 1(5 p)           | 0      |        |        |  |  |      |      |
|  | ジュビロ磐田     |                |                  | 0      |        |        |  |  |      |      |
|  | 大分トリニータ   | 2              |                  |        |        |        |  |  |      |      |
|  | 大分トリニータ   | 2              |                  |        |        |        |  |  |      |      |

### 注記
1. 1 2  山梨県代表について、当初は第26回山梨県社会人サッカー選手権春季大会（以下「山梨県大会」とする。）決勝戦で韮崎アストロスに勝利した山梨学院大学ペガサス（山梨県1部）が、山梨県代表として2021年5月22日開催予定のマッチナンバー17に出場予定だった。しかし、この決勝戦に出場した山梨学院大学ペガサスの選手の中に、同県大会準決勝で敗退していた山梨学院大学の別チーム（山梨学院大学オリオンズ）の選手として出場し、決勝戦までの間に山梨学院大学ペガサスに移籍した選手がいた[8]。山梨学院大学ペガサスは県協会に事前に確認した上で当該選手を出場させていたが、決勝後に「同一の選手が同じ大会に複数のチームから出場することは出来ない」とするJFA規則に抵触していたことが判明。JFAは山梨県大会の取り扱いを検討するため2021年5月21日付けでマッチナンバー17の延期を決定[9]。山梨県サッカー協会規律委員会が2021年5月24日までに山梨県大会決勝を「競技規則違反による山梨学院大学ペガサスの0-3の敗戦（没収試合）」とする決定を下し、山梨県大会決勝の対戦相手だった韮崎アストロスを山梨県代表に決定の上、マッチナンバー17を5月26日に開催することを発表[10]。なお、もしも山梨学院大学ペガサスが出場していれば3年連続4回目の出場であった。
2. ↑  新型コロナウイルス感染拡大の影響により第64回鳥取県サッカー選手権大会決勝（ガイナーレ鳥取 vs. Yonago Genki SC）が中止となり、大会規定により上位カテゴリーチームであるガイナーレ鳥取を鳥取県代表に選出[11]。
3. ↑  新型コロナウイルス感染拡大の影響により第25回熊本県サッカー選手権大会決勝（ロアッソ熊本 vs. 東海大学熊本）が中止となり、熊本県サッカー協会での協議の結果、ロアッソ熊本を熊本県代表に選出[12]。
4. 1 2 3 4 5 6 7 8 9 10  2021年5月13日、一部都道府県で発出されている特別措置法に基づく緊急事態宣言やまん延防止等重点措置の措置に伴い、マッチナンバー25の試合会場をひなた宮崎県総合運動公園陸上競技場（宮崎市）から変更の上、マッチナンバー21及び25を無観客で開催することを決定[13]。さらに2021年5月17日、6試合（マッチナンバー2、6、8、9、10、22）についても無観客で開催することを決定[14]。
5. ↑  マッチナンバー24については2021年5月23日に開催予定だったが、順天堂大学の関係者から新型コロナウィルスの陽性反応が認められたため、試合を延期[15]。6月5日に同会場で開催[16]。
6. 1 2 3 4 5 6  2021年6月2日、一部都道府県で発出されている特別措置法に基づく緊急事態宣言やまん延防止等重点措置の措置に伴い、2回戦の5試合（マッチナンバー31、35、41、43、48）について試合開始時間を繰り上げて開催の上、マッチナンバー35を無観客で開催することを決定[17]。
7. ↑  マッチナンバー71（名古屋グランパス 対 ファジアーノ岡山）は2021年7月14日 18:00より名古屋市港サッカー場で開催されたものの、雷雨のため前半終了時点で中止となった（中止時点でのスコアは0-0であった）[18]。その後JFAと愛知県サッカー協会との協議の結果、前半終了時点で両チームにアドバンテージがないこと、選手のコンディションや他チームへの移籍等の理由で同一メンバーが揃わない可能性などを勘案し、7月26日に再試合（前半からのやり直し）が発表された[19]。
8. ↑  過去の3例は第81回大会（2001年度）のC大阪、第87回大会（2007年度）の広島、第92回大会（2012年度）のG大阪の3クラブ[24]。